# Portugiesische Judomeisterschaften 1966
Die Portugiesischen Judomeisterschaften 1966 fanden in Lissabon statt.

## Ergebnisse

### Männer
| Gewichtsklasse | Gold                 | Silber | Bronze |
| -------------- | -------------------- | ------ | ------ |
| – 63 kg        | José M. Bastos Nunes |        |        |
| – 70 kg        | José Pinto Farias    |        |        |
| – 80 kg        | António Cruz         |        |        |
| + 80 kg        | Armando Costa Lopes  |        |        |